# Yahya Jammeh
Yahya Jammeh   (Kanilai, 25 de maig de 1965) va ser un polític gambià, president del seu país entre 1996 i 2017.
Fill de pares senegalesos, de jove va deixar els estudis i es va allistar a la Field Force (policia) des d'on va passar al nou exèrcit nacional. Enviat als Estats Units, en tornar va ser instructor a l'escola de formació de la Field Force. El 1989 va entrar al servei d'escorta del president i va participar en el contingent gambià enviat a Libèria, i va rebre de nou formació a Turquia i Estats Units. El 22 de juliol de 1994 la prohibició d'una manifestació dels soldats que reclamaven les pagues endarrerides, va crear hostilitat a l'exèrcit i Jammeh, llavors tinent de 29 anys, que era conegut per oposar-se a aquests retards, va encapçalar un cop d'estat que no va trobar resistència i va enderrocar el president Dawda Jawara. Es va formar un Consell Provisional de govern de les Forces Armades en el que fou nomenat president el 26 de juliol. La constitució fou suspesa i els partits prohibits, i es va anunciar el retorn a la democràcia el 1998, si bé, per pressions internacionals, el termini es va escurçar dos anys.
Va autoascendir-se a capità el 1994 i el 1996 de nou a coronel. El 8 d'agost de 1996 un referèndum va aprovar la nova constitució i és aixecar la prohibició de partits, però els tres principals (el Partit Progressista Popular de l'expresident Jawara, la Convenció Nacional, i el Partit Popular de Gàmbia) van seguir suspesos. En aquest context Jammeh va abandonar l'exèrcit i va formar el seu partit (l'Aliança per la Reorientació i la construcció patriòtica) i es va presentar com a candidat a les eleccions del 26 de setembre de 1996. El seu rival principal fou l'advocat Ousseynou Darboe, cap del Partit Democràtic Unit (centrista) que va obtenir el 35,3% dels vots mentre Jammeh va obtenir-ne el 55,8%.
El 18 d'octubre de 1996 va prendre possessió com a president constitucional de la II República, i, d'acord amb la constitució, com a comandant en cap de les Forces Armades. El 2 de gener de 1997 es varen celebrar eleccions al parlament (per cobrir 45 dels 49 escons, ja que 4 escons eren de designació directe del president) i 33 varen ser pel seu partit (52,1% dels vots), 7 per l'UDP (34% dels vots) i 2 més per a partits menors. La manca de suport occidental, i el fet que és considerat un dictador, el va fer buscar aliances amb Nigèria, Líbia, Taiwan, Cuba i l'Iran; el 2000 va anunciar la introducció de la llei islàmica. Aquest mateix any va fer front a dos intents de cop d'estat (gener i juliol) i a una manifestació d'estudiants (abril) la repressió de la qual va provocar una dotzena de morts.
El 18 d'octubre del 2001 es van fer noves eleccions presidencials que van suposar un resultat molt semblant al de 1996, eleccions que van ser reconegudes per la comunitat internacional i pel cap opositor Darboe, el qual no obstant va promoure el boicot a les legislatives del 17 de gener del 2002, amb la qual cosa el partit del president va obtenir els 45 escons. Va repetir victòries en les eleccions de 2006 i 2011, però va perdre el 2016 davant de Adama Barrow, que el va succeir en el càrrec.
El seu llegat polític ha estat àmpliament marcat per abusos, l'opressió de periodistes antigovernamentals, persones LGTBI i partits de l'oposició. La seva política exterior va conduir a una permanent tensió amb el Senegal, únic país amb el que comparteix frontera. El 2013, Jammeh va retirar Gàmbia de la Commonwealth, i el 2016 va iniciar el procés de retirada de la Cort Penal Internacional (posteriorment revocada pel govern de Barrow).
Jammeh va perdre les eleccions de desembre de 2016, ho va fer per només 19.000 vots. No va acceptar la derrota, però la pressió internacional i el desplegament de tropes de la Comunitat Econòmica d’Estats de l’Àfrica Occidental (CEDEAO) van forçar-lo a exiliar-se a Guinea Equatorial i permetre així que el 19 de febrer de 2017 Adama Barrow prengués el poder com a nou president electe.